# Teresa Margarida da Silva e Orta
Teresa Margarida da Silva e Orta (* 1711 oder 1712 in São Paulo; † 1792 in Lissabon; Pseudonym: Dorotéia Engrássia Tavareda Dalmira) war eine brasilianische Schriftstellerin aus der Zeit der Aufklärung.
Mit sechs Jahren zog sie mit ihren Eltern nach Portugal, wo sie den Rest ihres Lebens lebte. Ihre bedeutendste Schrift sind die 1752 in Lissabon veröffentlichten Maximas de Virtude e Formosura, die 1777 unter dem Titel Aventuras de Diófanes neu veröffentlicht wurden. Basierend auf François Fénelons Die Abenteuer des Telemach beinhaltet es eine Kritik des königlichen Absolutismus und rät dem König zu aufgeklärtem Paternalismus.
Sie gilt als erste Romanschriftstellerin in portugiesischer Sprache.